# Пароходная улица (Ломоносов)

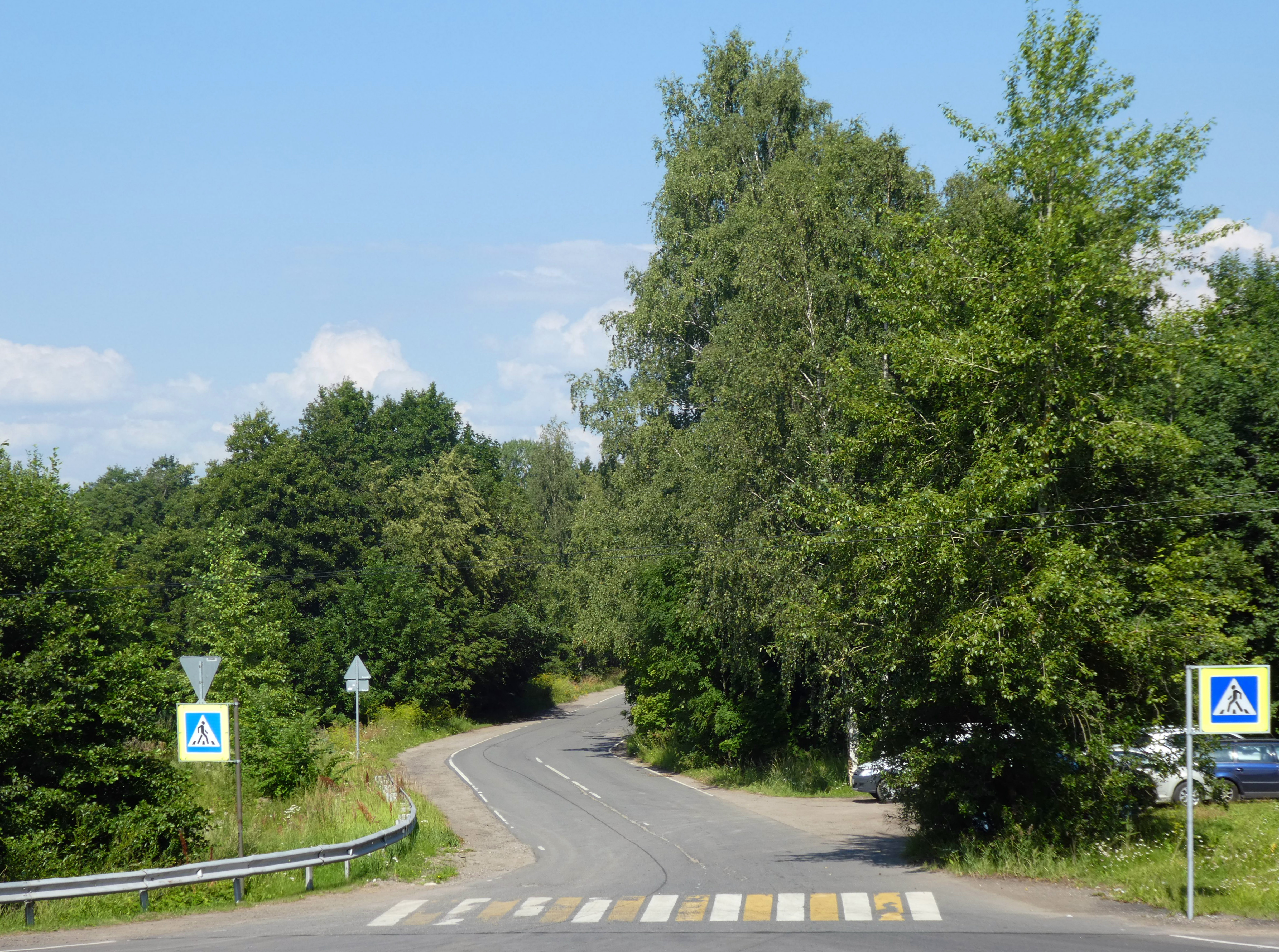
Вид от Дворцового проспекта

Парохо́дная улица — улица в городе Ломоносове Петродворцового района Санкт-Петербурга. Проходит от Дворцового проспекта до дома 19, литера Р (юридически — «до Финского залива»).
Название возникло в 1840-х годах в иной форме — Пароходный проспект. Здесь, на Морском канале, находилась пристань Товарищества пароходного сообщения между Кронштадтом, Ораниенбаумом и Санкт-Петербургом (позже пароходное товарищество «Заря»). По нему же также была названа Кронштадтская улица.
Примерно в 1918 году проспект стал Пароходной улицей.
Улица проходит по правому берегу Морского канала. Сам канал является объектом культурного наследия «Канал морской с ковшом и двумя бассейнами» как часть ансамбля Большого дворца и Нижнего сада.
Пароходная улица пересекает Балтийскую железнодорожную линию по переезду без шлагбаума.